# Сади Придоння
Сади Придоння (рос. Сады Придонья) — російська компанія, виробник сокової продукції і дитячого харчування. Заснована у 1997 році. Знаходиться у поселенні Сади Придоння Городищенського району Волгоградської області.

## Історія
Яблуневі сади з'явилися у Придонській заплаві у XIX столітті, а у 1949 році на державному рівні прийнято рішення про створення Сталінградського плодорозсадника, який згодом перейменований у «Паньшинський плодорозсадник» і далі в плодорадгосп Первомайський. Через відсутність ринку збуту і великої кількості плодів, прийнято рішення про будівництво виробничого комплексу з переробки фруктів на яблучний сік.
У 1997 році починає роботу завод «Сади Придоння», що спеціалізується на переробці яблук і виробництві сокової продукції. Однойменну назву має нині колишній плодорадгосп «Першотравневий», відомий як Сади Придоння.

## Географія поширення
- Росія
- Україна
- Білорусь
- Казахстан
- Молдова
- Туркменія
- Киргизія
- Китай
- Південна Корея

## Галерея

- Файл:Сады Придонья производство детского питания.jpg
- Файл:Производственный комплекс в Волгограде .jpg
- Файл:Производственный комплекс в Ртищевском районе .jpg